# Proxmox Backup Server
A Proxmox Backup Server (röviden Proxmox BS vagy PBS) egy nyílt forráskódú mentési szoftver megoldás, amely támogatja a virtuális gépeket, konténereket és fizikai hosztokat. A Bare-metal szerver a Debian Linux disztribúción alapul, néhány kibővített funkcióval, például gyári ZFS támogatással és Linux kernel 5.15-ös verziójával. A Proxmox Backup Server a GNU Affero General Public License, 3. verziója alatt került kiadásra.

## Technológia
A Proxmox Backup Server nagyrészt Rust nyelven íródott, és a szükséges tárhely csökkentése érdekében adatdeduplikációt valósít meg. Az adatok darabokra osztva (chunk) kerülnek eltárolásra.

## Története
A Proxmox Backup fejlesztése eredetileg 2018 októberében kezdődött, hogy a Proxmox Virtual Environment virtualizációs platformhoz hatékonyabb biztonsági mentést biztosítson, mint az integrált vzdump mentőeszköz, amely csak teljes mentést tesz lehetővé. 2020 júliusában jelentették be az első nyilvános bétaverziót. Az első stabil kiadást 2020 novemberében jelentették be.

## Működése
A Proxmox Backup egy kliens-szerver modellt használ, ahol a szerver tárolja a mentési adatokat. A kliens eszköz a legtöbb modern Linux rendszeren működik. A szoftver csupasz metálra telepíthető egy ISO-kép segítségével, amely kezelőeszközöket és egy webalapú grafikus felhasználói felületet tartalmaz. A rendszergazdák a rendszert webböngészőn vagy parancssori felületen (CLI) keresztül kezelhetik. A Proxmox Backup Server REST API-t is biztosít a harmadik féltől származó eszközök számára.
A Proxmox Backup Server támogatja az inkrementális biztonsági mentéseket, az adatok deduplikálását, a Zstandard tömörítést és a hitelesített titkosítást (AE). Az első biztonsági mentés teljes biztonsági mentés, a további biztonsági mentések pedig inkrementálisan kerülnek elküldésre az ügyféltől a Proxmox Backup Serverre, ahol az adatok deduplikálásra kerülnek.
A Proxmox VE platform esetében a Proxmox Backup kliens szorosan integrált; a biztonsági mentés tárolója a Proxmox VE csomóponton tárolási háttértárként konfigurálható, és támogatja a QEMU virtuális gépek és LXC konténerek deduplikált biztonsági mentését. A platform kihasználja a QEMU dirty-bitmaps funkcióját is, ami gyors biztonsági mentéseket tesz lehetővé a Proxmox VE kliensről a szerverre, mivel nem szükséges a teljes lemezképet átnézni a változások után.
A biztonsági másolatokat helyben is lehet tárolni vagy távoli helyekre szinkronizálni a Remotes funkció segítségével (PBS), és több, egymástól független kliens is használhatja ugyanazt a biztonsági másolat szervert. A lehallgatás elleni védelem érdekében minden ügyfél-kiszolgáló adatforgalom TLS-1.3-on keresztül történik. A biztonsági mentési adatok további védelme érdekében az összes mentett adat opcionális titkosítása elérhető AES-256 használatával Galois/Counter módban. Mivel a biztonsági másolat-kiszolgáló a megfelelő titkosítási kulcsok nélkül nem férhet hozzá a biztonsági másolat adataihoz, ez akár egy nem megbízható állomás is lehet.
Az adatmegőrzési szabályokat a Proxmox Backup Serverben lehet meghatározni. A lejárt adatok eltávolítása két fázisban történik: először a prune eltávolítja a már nem szükséges biztonsági mentések indexeit, majd a garbage collector folyamat fizikailag is törli a tárolóról ezeket az adatokat.

## Fordítás
Ez a szócikk részben vagy egészben  a   Proxmox Backup Server című angol Wikipédia-szócikk ezen változatának fordításán alapul.  Az eredeti cikk szerkesztőit annak laptörténete sorolja fel. Ez a jelzés csupán a megfogalmazás eredetét és a szerzői jogokat jelzi, nem szolgál a cikkben szereplő információk forrásmegjelöléseként.